# Urostrophus grilli
Urostrophus grilli — вид ігуаноподібних ящірок родини Leiosauridae. Мешкає в Південній Америці.

## Поширення і екологія
Urostrophus grilli мешкають на південному сході Бразилії та на північному сході Аргентини. Вони живуть в атлантичних лісах та на полях.